# Llac Ohau
El Llac Ohau és un llac glacial de la conca Mackenzie, a l'illa del Sud de Nova Zelanda. És alimentat pels rius Hopkins i Dobson, que tenen les seves fonts als Alps del Sud, i té la seva sortida al riu Ohau, que al seu torn alimenta el projecte hidroelèctric del riu Waitaki.
Ohau és el més petit dels tres llacs més o menys paral·lels que van de nord a sud al llarg de la vora nord de la conca Mackenzie (els altres dos són el Llac Pukaki i el Llac Tekapo). Té una àrea de superfície de 54 km², amb una profunditat mitjana de 74 m i màxima de 129 m.
El llac forma part de la frontera tradicional entre les regions d'Otago i Canterbury, essent el punt més septentrional d'Otago les fonts del riu Hopkins. Oficialment, el llac és a la part nord-oest del Districte de Waitaki, a la part sud de la regió de Canterbury.
Estarà dins l'Alps 2 Ocean Cycle Trail, una ruta per bicicletes que va dels Alps del Sud a l'oceà Pacífic. L'estació d'esquí d'Ohau està situada prop de la costa sud-oest del llac.